# Eiaomonark
Eiaomonark (Pomarea fluxa) är en utdöd fågel i familjen monarker inom ordningen tättingar. Den förekom tidigare på ön Eiao i norra Marquesasöarna men sågs senast 1973 och betraktas nu som utdöd.

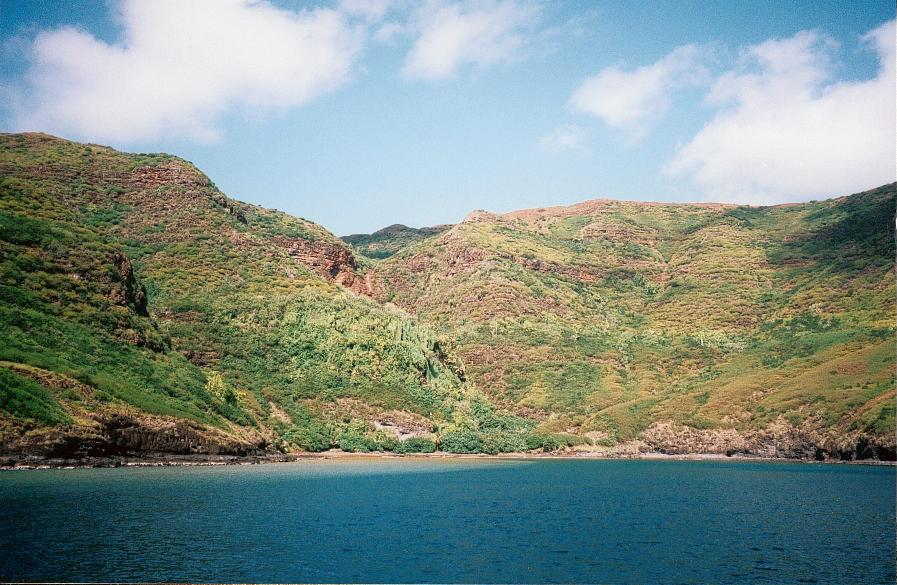
Ön Eaio i Marquesasöarna där arten förekom åtminstone in på 1970-talet.